# 2020年のザ・ベスト・FIFAフットボールアウォーズ
2020年のザ・ベスト・FIFAフットボールアウォーズは、2020年12月17日にスイスで行われた授賞式で発表された。新型コロナウイルス感染症により、受賞者が会場に集結しないリモート開催となった。

## ザ・ベストFIFA男子選手
2020年11月25日に11名の候補者が選出され、2020年12月11日にリオネル・メッシ、ロベルト・レヴァンドフスキ、クリスティアーノ・ロナウドの3名が最終候補者として発表された。
本年の男子選手は、2019年7月20日から2020年10月7日までの功績に応じて選出される。
| 順位 | 選手                       | 国籍         | 所属クラブ                            | 得票数 |
| ---- | -------------------------- | ------------ | ------------------------------------- | ------ |
| 1位  | ロベルト・レヴァンドフスキ | ポーランド   | バイエルン・ミュンヘン                | 52     |
| 2位  | クリスティアーノ・ロナウド | ポルトガル   | ユヴェントス                          | 38     |
| 3位  | リオネル・メッシ           | アルゼンチン | バルセロナ                            | 35     |
| 4位  | サディオ・マネ             | セネガル     | リヴァプール                          | 29     |
| 5位  | ケヴィン・デ・ブライネ     | ベルギー     | マンチェスター・シティ                | 26     |
| 6位  | モハメド・サラー           | エジプト     | リヴァプール                          | 25     |
| 7位  | キリアン・エムバペ         | フランス     | パリ・サンジェルマン                  | 19     |
| 8位  | ティアゴ・アルカンタラ     | スペイン     | バイエルン・ミュンヘン / リヴァプール | 17     |
| 9位  | ネイマール                 | ブラジル     | パリ・サンジェルマン                  | 16     |
| 10位 | フィルジル・ファン・ダイク | オランダ     | リヴァプール                          | 13     |
| 11位 | セルヒオ・ラモス           | スペイン     | レアル・マドリード                    | 7      |

## ザ・ベストFIFA女子選手
2020年11月25日に11名の候補者が選出され、2020年12月11日に3名の最終候補者が発表された。
本年の女子選手は、2019年7月8日から2020年10月7日までの功績に応じて選出される。
| 順位 | 選手                           | 国籍           | 所属クラブ                                    | 得票数 |
| ---- | ------------------------------ | -------------- | --------------------------------------------- | ------ |
| 1位  | ルーシー・ブロンズ             | イングランド   | オリンピック・リヨン / マンチェスター・シティ | 52     |
| 2位  | ペルニレ・ハルダー             | デンマーク     | ヴォルフスブルク / チェルシー                 | 40     |
| 3位  | ワンディ・ルナール             | フランス       | オリンピック・リヨン                          | 35     |
| 4位  | フィフィアネ・ミデマー         | オランダ       | アーセナル                                    | 31     |
| 5位  | デルフィーヌ・カスカリーノ     | フランス       | オリンピック・リヨン                          | 30     |
| 6位  | ジェニファー・マロジャン       | ドイツ         | オリンピック・リヨン                          | 25     |
| 7位  | サム・カー                     | オーストラリア | シカゴ・レッドスターズ / チェルシー           | 20     |
| 8位  | カロリーネ・グラハム・ハンセン | ノルウェー     | バルセロナ                                    | 15     |
| 9位  | ジェニファー・エルモソ         | スペイン       | バルセロナ                                    | 15     |
| 10位 | 熊谷紗希                       | 日本           | オリンピック・リヨン                          | 7      |
| 11位 | 池笑然                         | 韓国           | チェルシー                                    | 7      |

## ザ・ベストFIFA男子ゴールキーパー
2020年11月25日に6名の候補者が選出され、2020年12月11日に3名の最終候補者が発表された。
| 順位 | 選手                                 | 国籍                 | 所属クラブ               | 得票数 |
| ---- | ------------------------------------ | -------------------- | ------------------------ | ------ |
| 1位  | マヌエル・ノイアー                   | ドイツ               | バイエルン・ミュンヘン   | 28     |
| 2位  | アリソン                             | ブラジル             | リヴァプール             | 20     |
| 3位  | ヤン・オブラク                       | スロベニア           | アトレティコ・マドリード | 12     |
| 4位  | ケイロル・ナバス                     | パリ・サンジェルマン | コスタリカ               | 5      |
| 5位  | マルク＝アンドレ・テア・シュテーゲン | ドイツ               | バルセロナ               | 4      |
| 6位  | ティボ・クルトゥワ                   | ベルギー             | レアル・マドリード       | 3      |

## ザ・ベストFIFA女子ゴールキーパー
2020年11月25日に6名の候補者が選出され、2020年12月11日に3名の最終候補者が発表された。
| 順位 | 選手                       | 国籍           | 所属クラブ                                  | 得票数 |
| ---- | -------------------------- | -------------- | ------------------------------------------- | ------ |
| 1位  | サラ・ブアディ             | フランス       | オリンピック・リヨン                        | 24     |
| 2位  | クリスティアネ・エンドレル | チリ           | パリ・サンジェルマン                        | 22     |
| 3位  | アリッサ・ニーハー         | アメリカ合衆国 | シカゴ・レッドスターズ                      | 10     |
| 4位  | アン＝カトリン・ベルガー   | ドイツ         | チェルシー                                  | 6      |
| 5位  | ヘドヴィグ・リンダール     | スウェーデン   | ヴォルフスブルク / アトレティコ・マドリード | 5      |
| 6位  | エリー・ローバック         | イングランド   | マンチェスター・シティ                      | 5      |

## ザ・ベストFIFA男子監督
2020年11月25日に5名の候補者が選出され、2020年12月11日に3名の最終候補者が発表された。
クロップとフリックが同票であったため、代表監督からの得票数が多かったクロップが受賞した。
| 順位 | 監督                 | 国籍         | 指導チーム             | 得票数 |
| ---- | -------------------- | ------------ | ---------------------- | ------ |
| 1位  | ユルゲン・クロップ   | ドイツ       | リヴァプール           | 24     |
| 2位  | ハンジ・フリック     | ドイツ       | バイエルン・ミュンヘン | 24     |
| 3位  | マルセロ・ビエルサ   | アルゼンチン | リーズ・ユナイテッド   | 11     |
| 4位  | ジネディーヌ・ジダン | フランス     | レアル・マドリード     | 9      |
| 5位  | フレン・ロペテギ     | スペイン     | セビージャ             | 4      |

## ザ・ベストFIFA女子監督
2020年11月25日に7名の候補者が選出され、2020年12月11日に3名の最終候補者が発表された。
| 順位 | 監督                         | 国籍         | 指導チーム           | 得票数 |
| ---- | ---------------------------- | ------------ | -------------------- | ------ |
| 1位  | サリナ・ウィーフマン         | オランダ     | オランダ代表         | 26     |
| 2位  | ジャン＝リュック・ヴァスール | フランス     | オリンピック・リヨン | 20     |
| 3位  | エマ・ヘイズ                 | イングランド | チェルシー           | 12     |
| 4位  | シュテファン・レルヒ         | ドイツ       | ヴォルフスブルク     | 7      |
| 5位  | ルイス・コルテス             | スペイン     | バルセロナ           | 6      |
| 6位  | リタ・ジュアリーノ           | イタリア     | ユヴェントス         | 1      |
| 7位  | ヘーゲ・リーセ               | ノルウェー   | LSKクビンネル        | 0      |

## FIFA/FIFProワールドイレブン

### 男子
55名の候補者は2020年12月10日に発表された。
| ポジション | 選手                                 | 国籍         | 所属クラブ                            |
| ---------- | ------------------------------------ | ------------ | ------------------------------------- |
| GK         | アリソン                             | ブラジル     | リヴァプール                          |
| DF         | トレント・アレクサンダー＝アーノルド | イングランド | リヴァプール                          |
| DF         | アルフォンソ・デイヴィス             | カナダ       | バイエルン・ミュンヘン                |
| DF         | セルヒオ・ラモス                     | スペイン     | レアル・マドリード                    |
| DF         | フィルジル・ファン・ダイク           | オランダ     | リヴァプール                          |
| MF         | ケヴィン・デ・ブライネ               | ベルギー     | マンチェスター・シティ                |
| MF         | ヨシュア・キミッヒ                   | ドイツ       | バイエルン・ミュンヘン                |
| MF         | ティアゴ・アルカンタラ               | スペイン     | バイエルン・ミュンヘン / リヴァプール |
| FW         | リオネル・メッシ                     | アルゼンチン | バルセロナ                            |
| FW         | クリスティアーノ・ロナウド           | ポルトガル   | ユヴェントス                          |
| FW         | ロベルト・レヴァンドフスキ           | ポーランド   | バイエルン・ミュンヘン                |

### 女子
55名の候補者は2020年12月10日に発表された。
| ポジション | 選手                       | 国籍           | 所属クラブ                                            |
| ---------- | -------------------------- | -------------- | ----------------------------------------------------- |
| GK         | クリスティアネ・エンドレル | チリ           | パリ・サンジェルマン                                  |
| DF         | ルーシー・ブロンズ         | イングランド   | オリンピック・リヨン / マンチェスター・シティ         |
| DF         | ミリー・ブライト           | イングランド   | チェルシー                                            |
| DF         | ワンディ・ルナール         | フランス       | オリンピック・リヨン                                  |
| MF         | バルバラ・ボナンセーア     | イタリア       | ユヴェントス                                          |
| MF         | デルフィーヌ・カスカリーノ | フランス       | オリンピック・リヨン                                  |
| MF         | ベロニカ・ボケーテ         | スペイン       | ユタ・ロイヤルズ / ミラン                             |
| FW         | ペルニレ・ハルダー         | デンマーク     | ヴォルフスブルク / チェルシー                         |
| FW         | トビン・ヒース             | アメリカ合衆国 | ポートランド・ソーンズ / マンチェスター・ユナイテッド |
| FW         | フィフィアネ・ミデマー     | オランダ       | アーセナル                                            |
| FW         | ミーガン・ラピノー         | アメリカ合衆国 | OLレイン                                              |

## FIFAプスカシュ賞
2020年11月25日に11名の候補者が選出され、2020年12月11日に3名の最終候補者が発表された。
2019年7月20日から2020年10月7日までのすべてのゴールが対象であり、FIFA.comの登録ユーザーは12月7日まで投票できる。その結果と、10名のパネリストによる投票により決定される。
| 順位 | 選手                           | 試合                     | 大会                                       | 日時          | 得票数 |
| ---- | ------------------------------ | ------------------------ | ------------------------------------------ | ------------- | ------ |
| 1位  | 孫興慜                         | トッテナム vs バーンリー | プレミアリーグ2019-2020                    | 2019年12月7日 | 24     |
| 2位  | ジョルジアン・デ・アラスカエタ | セアラー vs フラメンゴ   | 2019 カンピオナート・ブラジレイロ・セリエA | 2019年8月25日 | 22     |
| 3位  | ルイス・スアレス               | バルセロナ vs マヨルカ   | リーガ・エスパニョーラ2019-2020            | 2019年12月7日 | 20     |

## FIFAフェアプレー賞
| 受賞者                 | 所属チーム                 | 受賞理由                                                             |
| ---------------------- | -------------------------- | -------------------------------------------------------------------- |
| マッティア・アグネーゼ | オスペダレッティ・カルチョ | 試合中に衝突し意識を失った選手に対し適切な応急処置を施し、命を救った |

## FIFAファン賞
この賞は大会・国籍・性別に関係なく、2019年9月から2020年9月までのファンによる最高の瞬間やジェスチャーを祝うための賞である。パネリストによって候補が選出され、FIFA.comの登録ユーザーは12月16日まで投票することができる。
2020年11月25日に3名の最終候補者が発表された。
| 順位 | ファン                               | 試合 | 大会 | 日時 | 授賞理由                                                                           | 得票数  |
| ---- | ------------------------------------ | ---- | ---- | ---- | ---------------------------------------------------------------------------------- | ------- |
| 1位  | マリバルド・フランシスコ・ダ・シルバ |      |      |      | スポルチ・レシフェのサポーター。試合観戦のため、60kmの道のりを11時間かけて歩いた。 | 138,122 |
| 2位  | コロンビアのサポーター               |      |      |      | 新型コロナウイルス感染症で困窮する人々に対し食糧支援を行った。                     | 116,616 |
| 3位  | ジェームズ・アンダーソン             |      |      |      | 慈善家。少年サッカーと女子サッカー支援のため、数百万ポンドを寄付した。             | 86,182  |

## パネリスト

### 男子
ザ・ベスト・FIFAフットボールアウォーズ 2020の男子選手と監督の候補者を選定したパネリスト。
- カフー
- エサム・エル＝ハダリ
- ディエゴ・フォルラン
- ファリド・モンドラゴン
- 朴智星
- バスティアン・シュヴァインシュタイガー
- フリスト・ストイチコフ
- ダビド・スアソ
- ヤヤ・トゥーレ
- ダビド・ビジャ

### 女子
ザ・ベスト・FIFAフットボールアウォーズ 2020の女子選手と監督の候補者を選定したパネリスト。
- レイチェル・ブラウン
- 韓端
- ジル・エリス
- ジュリー・フリーティング
- ロサナ・ゴメス
- アンバー・ハーン
- シュテフィ・ヨネス
- ロッタ・シェリン
- ジャッキー・シパンガ
- メリッサ・タンクレディ